# Brieva de Cameros
Brieva de Cameros – gmina w Hiszpanii, w prowincji La Rioja, w La Rioja, o powierzchni 46,15 km². W 2011 roku gmina liczyła 58 mieszkańców.